# Maart 2013
Dit artikel geeft een chronologisch overzicht van de belangrijkste gebeurtenissen per dag van de maand maart in het jaar 2013.

## Gebeurtenissen

### 1 maart
- Bij gevechten tussen Maleisische troepen en een groep Filipijnse strijders van een afstammeling van de sultan van Sulu in Lahad Datu op Sabah komen 12 mensen om.

### 4 maart
- Zes mensen komen om bij een vliegtuigcrash aan het Kivumeer in de Oost-Congolese stad Goma.

### 5 maart
- Belgisch federaal minister Steven Vanackere neemt ontslag naar aanleiding van de zaak-Arcopar. Hij wordt opgevolgd door advocaat en hoogleraar Koen Geens.
- Vier bergbeklimmers komen om bij een lawine nabij Crévoux in de Franse Alpen wanneer zij een bevroren waterval beklimmen. In Oostenrijk komen drie skiërs om bij lawines in de deelstaten Tirol en Salzburg.
- De Moldavische regering van premier Vlad Filat komt ten val na een motie van wantrouwen.

### 6 maart
- In een interview met NOS Studio Sport maakt de Nederlandse wielrenner Michael Boogerd bekend dat hij in de periode van 1997 tot en met 2007 doping heeft gebruikt.
- In de buurt van de Zuid-Franse stad Perpignan worden honderden mensen geëvacueerd bij de monding van de rivier de Agly. Eén persoon verdrinkt in het wassende water.
- Eenentwintig VN-Blauwhelmen worden gegijzeld in Syrië door een groep rebellen die zichzelf de "Martelaren van Yarmouk" noemen.

### 8 maart
- Meteen na de begrafenis van Hugo Chávez legt vicepresident Nicolás Maduro de eed af als interim-president.

### 9 maart
- Uhuru Kenyatta, zoon van voormalig president Jomo Kenyatta, krijgt in de eerste ronde van de presidentsverkiezingen al 50,07% van de stemmen en wordt uitgeroepen tot president van Kenia.
- De 21 Filipijnse VN-Blauwhelmen die op 6 maart door Syrische rebellen werden gegijzeld, worden vrijgelaten en geëvacueerd.
- De terdoodveroordeling van 21 mensen voor hun aandeel in de voetbalrellen in Port Saïd van februari 2012 wordt door een rechtbank in Caïro in beroep bevestigd. Als gevolg daarvan worden in de hoofdstad een politieclub en het gebouw van de Egyptische voetbalbond in brand gestoken.
- De Nigeriaanse islamistische groepering Ansaru meldt dat zij zeven buitenlanders, die midden februari waren ontvoerd, heeft omgebracht.
- In Afghanistan komen negentien mensen komen om bij twee aanslagen, in Chost en tegen het Afghaanse ministerie van Defensie in Kabul. De Taliban eisen de verantwoordelijkheid op.
- Een helikopter van de VN crasht tegen een heuvelflank nabij Bukavu, de hoofdstad van de Congolese provincie Zuid-Kivu. Vier Russen komen hierbij om.

### 10 maart
- Opening Wereldkampioenschappen kunstschaatsen 2013 in de Canadese stad London (Ontario)
- De bewoners van de Falklandeilanden spreken zich via een referendum uit over de vraag of zij bij het Verenigd Koninkrijk willen blijven behoren. 99,8% blijkt hier voorstander van te zijn; van de 1.513 kiezers stemmen er slechts 3 tegen.
- De verkiezingen van Malta worden gewonnen door de Arbeiderspartij onder leiding van Joseph Muscat, na vijftien jaar oppositie.
- Bij een brand in de Zuid-Duitse plaats Backnang komen acht personen, onder wie zeven kinderen, om het leven.

### 11 maart
- De Italiaanse kustwacht redt meer dan 140 immigranten op zee en brengt ze over naar het eiland Lampedusa.
- In het zuiden van Peru komen zestien mensen om het leven wanneer een bus van een klif stort.
- Vijf Navo-soldaten komen om het leven bij een helikoptercrash in Afghanistan.

### 12 maart
- De Bulgaarse president Rosen Plevneliev benoemt Marin Raykov, de Bulgaarse ambassadeur in Parijs, tot hoofd van een regering van experts in aanloop naar de federale verkiezingen van 12 mei.
- Door het winterweer komt het op de A45 bij Münzenberg in de Duitse deelstaat Hessen tot een kettingbotsing waarbij minstens 100 voertuigen betrokken zijn. Er zijn tientallen gewonden, maar geen doden.

### 13 maart
- Biddag voor Gewas en Arbeid, protestants, in Nederland
- De Argentijnse kardinaal Jorge Mario Bergoglio, aartsbisschop van Buenos Aires, wordt tijdens het conclaaf tot nieuwe paus verkozen. Hij kiest de naam Franciscus.
- De grootste radiotelescoop ter wereld, de uit 66 schotels bestaande ALMA (Atacama Large Millimeter Array), op 5100 meter boven de zeespiegel in de Andes in Chili, wordt officieel in gebruik genomen.

### 15 maart
- Op een VN-conferentie over de rechten van de vrouw wordt een akkoord gesloten dat wereldwijd aan vrouwen dezelfde rechten geeft als mannen. Volgens het akkoord hebben overheden de plicht om de rechten van vrouwen evenzeer te verdedigen als die van mannen. Vrouwen hebben seksueel zelfbeschikkingsrecht en geweld tegen vrouwen kan omwille van geen enkele reden gerechtvaardigd worden.

### 16 maart
- Tijdens een audiëntie met de internationale pers verklaart paus Franciscus dat de Kerk haar rijkdommen moet afwerpen en zich moet concentreren op de armen.
- De Israëlische premier Benjamin Netanyahu bevestigt officieel aan president Shimon Peres dat hij erin geslaagd is een regering te vormen. De coalitie tussen Likoed en Jisrael Beeténoe wordt aangevuld met Het Joodse Huis, Hatnuah en Yesh Atid.
- In Italië kan de kabinetsformatie van start gaan nadat de Senaat en de Kamer van Afgevaardigden nieuwe voorzitters kiezen. Het zijn respectievelijk Pietro Grasso en Laura Boldrini.
- In Kenia tekent uittredend premier Raila Odinga beroep aan tegen de uitslag van de presidentsverkiezingen die werden gewonnen door zijn rivaal Uhuru Kenyatta.
- Veertien Israëlische Arabieren, die terugkwamen van de oemrah, komen in Jordanië om bij een verkeersongeval wanneer een vrachtwagen op hun bus inrijdt. Dertig anderen raken gewond. De vrachtwagenbestuurder laat ook het leven.

### 17 maart
- De eerste wedstrijd van het seizoen 2013 in de Formule 1 wordt verreden in Australië op het Albert Park Street Circuit. Kimi Räikkönen wordt eerste voor Fernando Alonso en Sebastian Vettel.

### 18 maart
- Acht Amerikaanse mariniers komen om het leven door een mortierexplosie tijdens een militaire oefening in de bergen van de Nevadawoestijn.
- Israël heeft een nieuwe regering, het kabinet-Netanyahu III van rechts-centrale signatuur. Premier is opnieuw Benjamin Netanyahu van Likoed.

### 19 maart
- In de Irakese hoofdstad Bagdad maken een reeks aanslagen minstens 50 doden en 160 gewonden.
- Het Cypriotische parlement stemt tegen het financiële reddingsplan van de regering. Het voorstel van de Europese Unie om een belasting te heffen op spaargeld wordt unaniem afgewezen.

### 20 maart
- De Franse premier Jean-Marc Ayrault verklaart in het Franse parlement dat Frankrijk eind april zijn troepen uit Mali zal beginnen terug te trekken.
- De Amerikaanse president Barack Obama brengt voor het eerst een officieel bezoek aan Israël en Palestina.
- Negentien kompels, die door een aardbeving met een kracht van 4,7 op de schaal van Richter in een kopermijn in de Poolse stad Polkowice waren komen vast te zitten, worden gered.

### 21 maart
- De Schotse eerste minister Alex Salmond maakt bekend dat de Schotten zich op 18 september 2014 in een referendum kunnen uitspreken over de onafhankelijkheid van Schotland.
- In Gabon komen minstens dertig mensen om het leven wanneer een prauw met illegale immigranten kapseist.
- Het Indiase Hogerhuis neemt een wet aan die strengere straffen voorziet voor misdaden zoals verkrachting, stalking en voyeurisme. De wet is veranderd naar aanleiding van een gewelddadige groepsverkrachting afgelopen december in New Delhi.
- Secretaris-generaal Ban Ki-moon kondigt aan dat de Verenigde Naties een onderzoek zullen instellen naar het vermeende gebruik van chemische wapens in Syrië.
- In Myanmar komen minstens tien mensen om bij rellen tussen moslims en boeddhisten.
- Een aanslag met een bomauto in een vluchtelingenkamp in de buurt van Pesjawar, een stad in het noordwesten van Pakistan, kost het leven aan minstens twaalf mensen en maakt een dertigtal gewonden.
- Bij een botsing tussen twee helikopters boven het olympisch stadion van Berlijn komt minstens één politieagent om het leven.
- Tijdens een persconferentie met de Palestijnse president Mahmoud Abbas verklaart de Amerikaanse president Barack Obama dat de Palestijnen een eigen onafhankelijke en soevereine staat verdienen.
- Tijdens nachtelijke schermutselingen doden Franse en Malinese troepen tien islamitische militanten in de stad Timboektoe nadat een zelfmoordterrorist zeven personen had gedood met een autobom bij een aanval op de luchthaven van de stad.

### 22 maart
- Premier Benjamin Netanyahu van Israël biedt de Turkse premier Recep Tayyip Erdoğan excuses aan voor het dodelijke incident met het Turkse hulpgoederenschip dat onderweg was naar Gaza.
- Muziekgroep My Chemical Romance stopt.

### 23 maart
- Rebellen van de groepering Séléka, die het aftreden van president François Bozizé eisen, vallen binnen in Bangui, de hoofdstad van de Centraal-Afrikaanse Republiek. Frankrijk stuurt troepen naar de hoofdstad.
- De Congolese krijgsheer Bosco Ntaganda komt aan in Nederland om berecht te worden door het Internationaal Strafhof voor misdaden tegen de menselijkheid. Enkele dagen eerder had hij zich gemeld bij de Amerikaanse ambassade in Rwanda.
- Autoriteiten in Myanmar melden dat sinds het uitbreken van geweld tussen moslims en boeddhisten op 20 maart in de stad Meiktila al minstens 32 mensen zijn omgekomen en 9000 mensen hun huis ontvlucht zijn.
- De PKK kondigt formeel een bestand af, twee dagen nadat Abdullah Öcalan, de leider van de rebellenbeweging, had opgeroepen tot een wapenstilstand.

### 24 maart
- Cyprus krijgt, in het licht van de Europese bankencrisis, een lening van de Eurogroep nadat een tweede reddingsplan goedgekeurd werd door het IMF, de ECB en de afzonderlijke ministers van financiën van de Eurolanden.

### 25 maart
- In North Dakota wordt een strenge abortuswetgeving aangenomen, waarbij abortus niet is toegestaan wanneer de foetus een kloppend hart heeft.

### 26 maart
- De Sint-Niklaaskerk in het West-Vlaamse Westkapelle wordt door brand verwoest.

### 27 maart
- Noord-Korea sluit de 'hotline' met Zuid-Korea af.

### 28 maart
- In Nederland begint het proces inzake de moord op Marianne Vaatstra.
- De banken op Cyprus gaan na anderhalve week weer open maar er werden strenge kapitaalbeperkingen ingesteld, zo kunnen rekeninghouders slechts 300 euro per dag opnemen. De verwachte bankrun blijft uit.
- Pier Luigi Bersani maakt bekend dat zijn pogingen om een nieuwe regering in Italië te vormen zijn mislukt.

### 29 maart
- Goede Vrijdag (veranderlijke christelijke feestdag).
- De Syrische opstandelingen veroveren de stad Da'el in het zuiden van Syrië. De stad is van strategisch belang vanwege haar ligging aan de weg tussen Jordanië en Damascus.
- In Tibet wordt bij een aardverschuiving een kamp van mijnwerkers van een kopermijn nabij de stad Lhasa bedolven. Minstens 54 arbeiders komen om.
- In de Tanzaniaanse stad Dar es Salaam stort een vijftien etages tellend gebouw in aanbouw in. Minstens 36 mensen komen daarbij om.
- Het Congolese regeringsleger doodt in de provincie Noord-Kivu zeventien rebellen van de gewapende groepering APCLS (Alliance des patriotes pour un Congo libre et souverain).

### 30 maart
- De Amerikaanse District Attorney van Kaufman County, Mike McLelland, en zijn echtgenote worden doodgeschoten aangetroffen in hun huis in Forney. McLellands dood komt twee maanden nadat de Assistant District Attorney van het district, Mark Hasse, werd doodgeschoten op de parking van een rechtbank.
- Drie mensen komen om bij een brand in een flatgebouw in de Franse gemeente Aubervilliers.
- Een islamistische zelfmoordterrorist pleegt een aanslag in de Malinese stad Timboektoe. Een Malinese soldaat raakt gewond.
- In het Nederlandse Zuid-Limburg worden vier personen opgepakt die volgens de politie waarschijnlijk het uiterst gevaarlijke zenuwgas sarin hebben willen verhandelen en gebruiken.

### 31 maart
- Pasen (1e Paasdag) (veranderlijke christelijke feestdag).
- Michel Djotodia, de rebellenleider die zichzelf heeft uitgeroepen tot president van de Centraal-Afrikaanse Republiek, stelt zijn interim-kabinet voor, waarin zowel burgers als opstandelingen vertegenwoordigd zijn. Nicolas Tiangaye blijft premier.
- Drie mensen komen om en 25 anderen raken gewond bij een kettingbotsing met minstens 95 auto's in de Amerikaanse staat Virginia.
- Zware regenval veroorzaakt overstromingen in de Mauritiaanse hoofdstad Port Louis. Zeker elf mensen komen daarbij om.
- Tijdens zijn eerste paasmis als paus roept Paus Franciscus op tot vrede in het Midden-Oosten, Afrika en het Koreaans Schiereiland. De paus sprak zijn paaswens niet meer uit in verschillende talen, maar enkel in het Italiaans.
- Noord-Korea meldt dat er niet onderhandeld kan worden over het kernwapenarsenaal en dat het land zijn atoomindustrie zal uitbreiden.
- Bij een raid van het Nigeriaanse leger op een schuiloord van de islamistische groepering Boko Haram in de stad Kano komen één soldaat en veertien islamisten om.
- In de Malinese stad Timboektoe komt het opnieuw tot gevechten tussen het Malinese en Franse leger enerzijds, en jihadisten anderzijds. Twee jihadisten komen om en vier regeringssoldaten raken gewond.
- Vijf kinderen, tussen de twee en tien jaar oud, komen om bij een woningbrand in het Noord-Franse Saint-Quentin.
- In de stad Bannu, in het noordwesten van Pakistan, doodt een bermbom twee personen van een politieke escorte geleid door voormalig parlementslid Adnan Wazir.
- Bij de crash van een legerhelikopter in het Krugerpark in Zuid-Afrika komen de vijf inzittenden om het leven.

## Overleden
<< · januari · februari · maart · april · mei · juni · juli · augustus · september · oktober · november · december · >>